# Presidente Adolfo López Mateos
Presidente Adolfo López Mateos es un ejido del municipio de Balancán ubicado en la subregión de los Ríos del estado mexicano de Tabasco.

## Geografía
La localidad se ubica a 32.2 kilómetros (en dirección este) de la localidad de Balancán de Domínguez, la cabecera y lugar más poblado del municipio. Se sitúa en las coordenadas geográficas 17°52′55″N 91°14′37″O / 17.881944, -91.243611, a una elevación de 56 metros sobre el nivel del mar.

## Demografía
Según el Conteo de Población y Vivienda 2020, efectuado por el Instituto Nacional de Estadística y Geografía, la localidad de Presidente Adolfo López Mateos tiene 462 habitantes, de los cuales 243 son del sexo masculino y 219 del sexo femenino. Su tasa de fecundidad es de 2.37 hijos por mujer y tiene 138 viviendas particulares habitadas.
| Gráfica de evolución demográfica de Presidente Adolfo López Mateos entre 1970 y 2020 |
|                                                                                      |
| INEGI.                                                                               |